# Nibrinė
Nibrinė je říčka na západě Litvy, v okrese Šilutė. Pramení 3 km na jih od západního okraje obce Gorainiai, ústí do řeky Šustis 29,0 km od jejího ústí jako její levý přítok 2 km na východ od vsi Girininkai nebo 4 km na západ od městysu Vainutas. Teče zpočátku na jihovýcod,po 2 km se stáčí na západoseverozápad, protéká vsí Dargiškė, kde se stáčí na jih a po 2 km na západ. Ve vsi Dargiškė ji překlenují dva mosty, z nichž jeden je na silnici č. 165 Šilutė – Vainutas – // – Pajūris – Kvėdarna.

## Přítoky
- Levé: N – 1 (vlévá se 2,4 km od ústí)